# Ottone (Italie)
Ottone est une commune italienne de la province de Plaisance, dans la région Émilie-Romagne.

## Administration
| Période                                  | Période | Identité | Étiquette | Qualité |
| ---------------------------------------- | ------- | -------- | --------- | ------- |
|                                          |         |          |           |         |
| Les données manquantes sont à compléter. |         |          |           |         |

### Hameaux
Artana, Barchi, Belnome, Bertassi, Bogli, Campi, Gramizzola, Orezzoli, Orezzoli là, Orezzoli qua, Ottone Soprano, Toveraia, Traschio.

### Communes limitrophes
Cabella Ligure, Carrega Ligure, Cerignale, Ferriere, Gorreto, Rezzoaglio, Rovegno, Zerba.